# Aníbal Abadie Santos
Aníbal Raúl Abadie Santos (Montevideo, Uruguay, 2 de marzo de 1893 - Montevideo, Uruguay, 20 de julio de 1960) fue un magistrado uruguayo, quien se desempeñó como Fiscal de Corte y Procurador General de la Nación entre 1948 y 1959.

## Primeros años
Nació en Montevideo el 2 de marzo de 1893, hijo de Federico Nemesio Abadie y de Aurea Santos, ambos españoles.
Su hermano mayor Horacio Abadie Santos fue también abogado, catedrático de Derecho Penal, legislador y ministro de Instrucción Pública.
A partir de 1912 trabajó como auxiliar de la Dirección de Vialidad,y a partir de 1913 se desempeñó como profesor de historia en establecimientos de enseñanza secundaria públicos y privados, publicando incluso en 1916 un manual didáctico titulado "Historia americana".
Paralelamente cursó estudios en la Facultad de Derecho de la Universidad Mayor de la República donde se graduó como abogado en 1918.

## Fiscal Letrado en el interior
En junio de 1918 ingresó al Ministerio Público al ser designado Fiscal Letrado de Cerro Largo.
En abril de 1919 fue trasladado a la Fiscalía Letrada del entonces departamento de Minas (hoy Lavalleja)que desempeñó hasta su renuncia en 1920.

## Juez Letrado en el interior
En efecto, en setiembre de 1920 pasó a integrar el Poder Judicial al ser designado Juez Letrado de Rivera.

## Prosecretario y Secretario de la Alta Corte de Justicia
En agosto de 1922 fue nombrado Prosecretario de la entonces Alta Corte de Justicia,y en octubre del mismo año pasó a ser Secretario de la misma,cargo en el que fue ratificado en abril de 1925 cuando pasó a denominarse 1er Secretario Letrado.

## Juez Letrado en la capital
En febrero de 1926 retornó a la magistratura, esta vez en Montevideo como Juez Letrado de Instrucción de Tercer Turno.
En diciembre de 1927 fue trasladado al Juzgado Letrado Correccional de Primer Turno,y en octubre de 1928 fue designado Juez Letrado Nacional de Hacienda,el que, con la aprobación del Código de Organización de los Tribunales Civiles y de Hacienda en diciembre de 1933, pasó a denominarse Juzgado Letrado Nacional de Hacienda y de lo Contencioso Administrativo de Primer Turno.
En abril de 1935 pasó a ocupar la titularidad del Juzgado Letrado en lo Civil de Tercer Turno.

## Tribunal de Apelaciones
En febrero de 1941 recibió un nuevo ascenso al ser nombrado integrante del Tribunal de Apelaciones de Primer Turno.
Integró dicho tribunal por espacio de siete años.

## Fiscal de Corte
En 1948, al quedar vacante la Fiscalía de Corte por la renuncia de Melitón Romero, elegido presidente de la Corte Electoral, el gobierno de Luis Batlle Berres propuso a Abadie Santos como su reemplazante. Concedida la venia respectiva por la Cámara de Senadores, el 12 de abril de 1948 fue nombrado Fiscal de Corte y Procurador General de la Nación.
Ocupó el cargo durante once años, renunciando al mismo en julio de 1959 para acogerse a la jubilación.
Fue reemplazado interinamente por los fiscales civiles Francisco Pagano primero y Julio Viana después, en calidad de encargados, en tanto que recién en 1963 sería designado Guido Berro Oribe como nuevo Fiscal de Corte titular.

## Otras actividades
En 1933 fue designado integrante de una Comisión encargada de redactar un Código de lo Contencioso Administrativo.
Entre otras actividades editoriales, su obra más conocida fue la revista Jurisprudencia, la que fundó y dirigió desde 1926 hasta su muerte,  habiendo publicado un digesto cronológico de jurisprudencia de la Alta Corte de Justicia desde su creación en 1907,conocido como la colección Abadie Santos. 
Fue también miembro del Instituto Histórico y Geográfico del Uruguay desde 1951. 

## Vida personal. Fallecimiento
Contrajo matrimonio en 1924 con Angela María Manuela Aicardi Paz,quien lo sobrevivió y con quien tuvo cuatro hijos, Raúl Federico, Aníbal Emilio, Oscar Horacio y María del Carmen Abadie Aicardi. 
Falleció en Montevideo el 20 de julio de 1960, a los 67 años de edad, un año después de su retiro de la magistratura.
La Cámara de Senadores le rindió homenaje pocos días después.